# Say OK
Say OK er den anden single af amerikanske Vanessa Anne Hudgens fra hendes debutalbum V. Sangen er blevet et hit på Disney Channel.[kilde mangler] og er også med Zac Efron med , som spiller rollen som hendes kæreste.